# جواهر إليزابيث الثانية

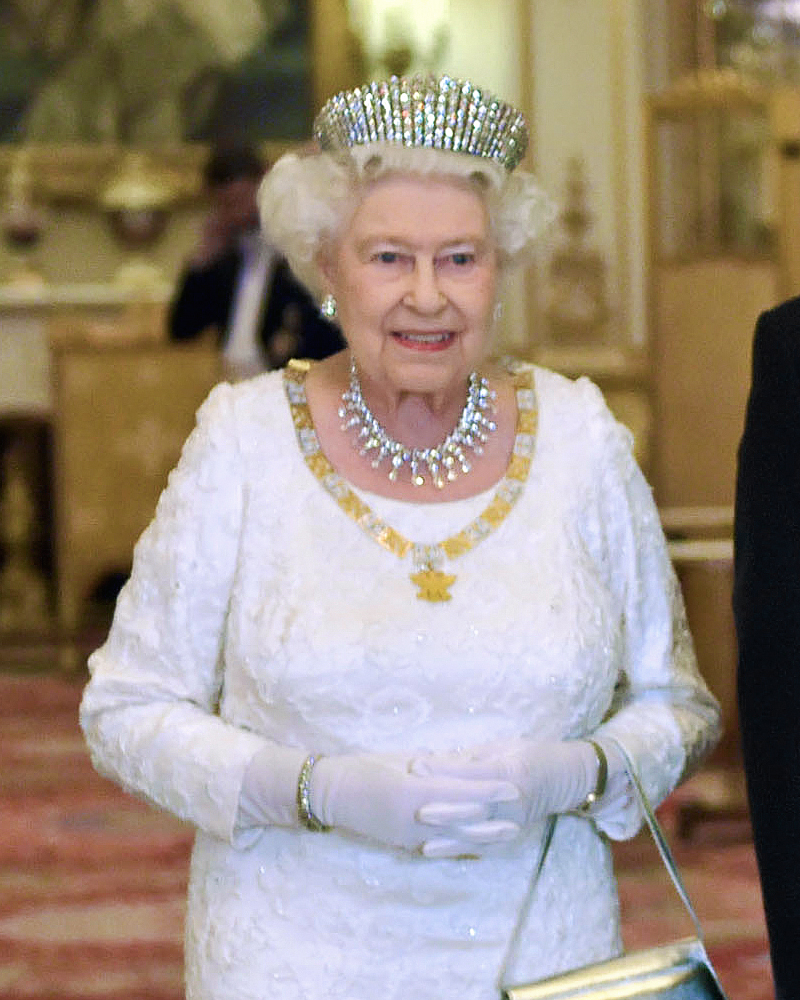
الملكة إليزبيت تمتلك الكثير من المجوهرات التاريخية

اقتنت الملكة إليزابيث الثانية مجموعة تاريخية من الجواهر - بعضها بصفة ملكة والبعض الآخر كمجموعة خاصة. تختلف هذه القطع عن الأحجار الكريمة والجواهر وعن الشارات الملكية المستخدمة في مراسم الدولة والتتويج التي تُكوّن جواهر التاج.
يُعتقد أن أصل المجوهرات يعود إلى القرن السادس عشر، لكن لا يمكن تعيين أصل واضح تمامًا لمجموعة الجواهر الملكية. جاءت العديد من القطع من خارج البلاد وأَحضروا إلى المملكة المتحدة نتيجة للحرب الأهلية والانقلابات والثورات، أو قُدمت كهدايا للملك. يرجع تاريخ معظم المجوهرات إلى القرنين التاسع عشر والعشرين.
يجري ارتداء جواهر التاج في حفلات التتويج (يُستخدم تاج سانت إدوارد لتتويج الملك) وافتتاح الدولة السنوي للبرلمان (تاج الدولة الإمبراطوري). ارتدت إليزابيث الثانية المجوهرات الموجودة في مجموعتها أثناء مناسبات رسمية أخرى، كالولائم مثلًا. امتلكت أكثر من 300 قطعة من المجوهرات، بما في ذلك 98 دبوسًا، و46 عقدًا، و37 سوارًا، و34 زوجًا من الأقراط، و15 خاتمًا، و14 ساعة، و5 قلادات، يرد أبرزها تفصيليًا في هذه المقالة. 

## تاريخ

### التاريخ العام
لا تُعتبر الجواهر شارات ملكية أو رموز رسمية، بخلاف جواهر التاج التي يعود تاريخ معظمها إلى فترة اعتلاء تشارلز الثاني للعرش. صُممت غالبية المجموعات للملكات الحاكمات وقرينات الملوك، لكن بعض الملوك أضافوا منها إلى المجموعة. ابتيعت معظم المجوهرات من رؤساء دول أوروبيين آخرين ومن أعضاء الطبقة الأرستقراطية، أو ورّثتها الأجيال الأكبر سنًا من العائلة المالكة، غالبًا كهدايا أعياد ميلاد وزفاف. في السنوات الأخيرة، ارتدتها إليزابيث بصفتها ملكة أستراليا وكندا ونيوزيلندا، ويمكن رؤيتها ترتدي مجوهرات من مجموعتها في صور رسمية خاصة بهذه الدول.

### نزاع أسرة هانوفر
حكمت أسرة هانوفر مملكة بريطانيا العظمى ومملكة هانوفر باتحاد شخصي في عام 1714، عند اعتلاء جورج الأول للعرش. كان ملوك هانوفر الأوائل حريصين على الفصل بين إرث المملكتين. أعطى جورج الثالث نصف الإرث البريطاني لعروسه، شارلوت مكلنبورغ- ستريليتس، كهدية زفاف. في وصيتها، تركت شارلوت الجواهر إلى «أسرة هانوفر». اتبعت مملكة هانوفر القانون السالي، فكان تسلسل الخلافة بموجبه من خلال الورثة الذكور. وهكذا، عندما اعتلت الملكة فيكتوريا عرش المملكة المتحدة، أصبح عمها إرنست أوغسطس، دوق كمبرلاند وتيفيوديل، ملك هانوفر. طالب الملك إرنست بجزء من المجوهرات، ليس بصفته ملك هانوفر فحسب ولكن أيضًا باعتباره ابن الملكة شارلوت. رفضت فيكتوريا رفضًا قاطعًا تسليم أي من المجوهرات، مدعية أنها ابتيعت بأموال بريطانية. واصل نجل إرنست، جورج الخامس ملك هانوفر، الإصرار على المطالبة. اقترح زوج فيكتوريا، الأمير ألبرت، طرح تسوية مالية مع ملك هانوفر للحفاظ على المجوهرات، لكن البرلمان أبلغ الملكة فيكتوريا أنه لن يشتري المجوهرات ولن يقرض المال لهذه الغاية. شُكلت لجنة برلمانية للتحقيق في الأمر وفي عام 1857 أقرت اللجنة رأيها في صالح أسرة هانوفر. في 28 يناير 1858، بعد 10 سنوات من وفاة إرنست، سُلمت الجواهر إلى سفير هانوفر، الكونت إريك فون كيلمانسيغ. تمكنت فيكتوريا من الاحتفاظ بإحدى قطع المجوهرات المفضلة لديها: عقد رفيع من اللؤلؤ.

## الملكية والقيمة
تُعتبر بعض قطع المجوهرات التي صُنعت قبل وفاة الملكة فيكتوريا في عام 1901 ميراثًا مملوكًا للملك من خلال حق التاج البريطاني وتنتقل من ملك إلى آخر بشكل دائم. يمكن أيضًا إضافة القطع المصنوعة لاحقًا، بما في ذلك الهدايا الرسمية، إلى المجموعة الملكية وفقًا لتقدير الملك وحده. لا يمكن تحديد قيمة المجموعة لأن المجوهرات لها تاريخ غني وفريد من نوعه، ومن غير المرجح أن تُباع في السوق المفتوحة.
في أوائل القرن العشرين، أُضيفت خمس قوائم أخرى للمجوهرات، لم تُنشر أبدًا من قبل، إلى تلك التي تركتها الملكة فيكتوريا للتاج البريطاني:
- الجواهر التي تركتها جلالة الملكة فيكتوريا للتاج البريطاني
- الجواهر التي تركتها جلالة الملكة لجلالة الملك
- الجواهر التي تركتها جلالة الملكة فيكتوريا لجلالة الملك إدوارد السابع، واعتُبرت من بعدها مِلكًا للتاج البريطاني وترتديها جميع الملكات المستقبليات كحق لهن.
- الجواهر التي اقتناها جلالة الملك جورج الخامس
- الجواهر التي منحتها جلالة الملكة ماري للتاج البريطاني
- الجواهر التي منحها جلالة الملك جورج الخامس للتاج البريطاني

## التيجان المرصعة

### تاج دلهي دوربار
صنع جيرارد وشركاه تاج دلهي دوربار للملكة ماري، زوجة الملك جورج الخامس، لترتديه في دلهي دوربار (بلاط دلهي) عام 1911. لكن باعتبار أن جواهر التاج لا تغادر البلاد أبدًا، فقد طلب جورج الخامس صنع التاج الإمبراطوري للهند وارتدته الملكة ماري في دوربار. كان جزءًا من مجموعة مجوهرات صُنعت للملكة ماري من أجل استخدامها في هذه المناسبة والتي تضمنت عقدًا وقطعة حلي تزين منطقة الصدر والبطن ودبوسًا وأقراطًا. صُنع التاج من الذهب والبلاتين، ويبلغ ارتفاعه 8 سم (3 بوصات) وله شكل قيثارات طولانية محيطة ولفائف معقوفة على شكل حرف إس يربطها إكليل من الألماس. زُيّن في الأصل بعشرة أحجار من زمرد كامبريدج، حصلت عليها الملكة ماري في عام 1910 وكانت أول الأمر مِلكًا لجدتها، دوقة كامبريدج. في عام 1912، عُدل التاج ليأخذ واحدًا من ألماسات كولينان الثالثة والرابعة أو كليهما؛ ثُبتت الألماسة التي تأخذ شكل كمثرى في الأعلى، وعُلق الحجر الذي يشبه الوسادة في الفتحة البيضاوية تحتها. أعارت ماري التاج إلى الملكة إليزابيث (الملكة الأم لاحقًا) في الجولة الملكية عام 1947 في جنوب إفريقيا، وظل معها حتى وفاتها في عام 2002، لينتقل بعدها إلى إليزابيث الثانية. في عام 2005، أعارت إليزابيث الثانية التاج لزوجة ابنها، دوقة كورنوال.

### تاج الملكة ماري المهدب
صُنع هذا التاج، الذي يمكن ارتداؤه أيضًا كعقد، للملكة ماري في عام 1919. استُخدم في صناعته الألماس المأخوذ من عقد/تاج اشترته الملكة فيكتوريا من كولينغوود وشركاه كهدية زفاف للأميرة ماري في عام 1893، فهو ليس مصنوعًا من الألماس الذي كان يعود لجورج الثالث، كما يُزعم أحيانًا. في أغسطس 1936، أعطت ماري التاج لزوجة ابنها، الملكة إليزابيث (الملكة الأم لاحقًا). عندما ارتدت الملكة إليزابيث، قرينة الملك جورج السادس، التاج لأول مرة، أطلق عليه السير هنري شانون «التاج القبيح المسنن». لاحقًا، أعارت القطعة لابنتها الأميرة إليزابيث (إليزابيث الثانية فيما بعد) «لتحقيق الحظ السعيد»، من أجل حفل زفافها بالأمير فيليب عام 1947. انقطع التاج عندما كانت الأميرة إليزابيث ترتدي ملابسها في قصر باكنغهام قبل أن تغادر إلى دير وستمنستر. لحسن الحظ، كان صائغ البلاط على أهبة الاستعداد في حال حدوث أي طارئ، ونُقل التاج على عجل إلى غرفة عمله مع حراسة الشرطة. طمأنت الملكة إليزابيث (الملكة الأم لاحقًا) ابنتها بأنه سيكون جاهزًا في الوقت المناسب، وكان الأمر كذلك. أعارته الملكة الأم إلى حفيدتها، الأميرة آن، لترتديه في حفل زفافها بالكابتن مارك فيليبس في عام 1973. وأُعير لاحقًا إلى الأميرة بياتريس في حفل زفافها من إدواردو مابيلي موتسي عام 2020.
وُضع في معرض مع عدد من التيجان الملكية الأخرى في عام 2001.

### تاج جورج الثالث المهدب
عبارة عن دائرة تضم أحجارًا لامعة من الألماس التي كانت سابقًا مِلكًا لجورج الثالث. طُلب تصميم التاج في الأصل عام 1830، وارتدته العديد من قرينات الملوك. يمكن ارتداؤه كقلادة أو طوق أو تركيب الأحجار اللامعة على سلك لتشكيل التاج. ارتدته الملكة فيكتوريا كتاج خلال زيارة لها للأوبرا الملكية في عام 1839. يمكن رؤية الملكة فيكتوريا ترتديه وهي تحمل الأمير آرثر، دوق كونوت وستراتيرن المستقبلي، في لوحة فرانز زافير وينترهالتر الأول من مايو، التي اكتملت عام 1851. يظهر دوق ولنغتون وهو يقدم هدية للأمير الشاب، في إشارة مقنعة إلى توقير المجوس الثلاثة.